# Peter Ďungel
Peter Ďungel (Nededza, 6 settembre 1993) è un calciatore slovacco, attaccante del Fomat Martin.

## Carriera
Ha giocato nella massima serie slovacca.

## Statistiche

### Presenze e reti nei club
Statistiche aggiornate al 29 giugno 2021.
| Stagione          | Squadra           | Campionato        | Campionato | Campionato | Coppe nazionali | Coppe nazionali | Coppe nazionali | Coppe continentali | Coppe continentali | Coppe continentali | Altre coppe | Altre coppe | Altre coppe | Totale | Totale |
| Stagione          | Squadra           | Comp              | Pres       | Reti       | Comp            | Pres            | Reti            | Comp               | Pres               | Reti               | Comp        | Pres        | Reti        | Pres   | Reti   |
| ----------------- | ----------------- | ----------------- | ---------- | ---------- | --------------- | --------------- | --------------- | ------------------ | ------------------ | ------------------ | ----------- | ----------- | ----------- | ------ | ------ |
| gen.-giu. 2018    | Senica            | SL                | 5          | 0          | CS              | -               | -               |                    | -                  | -                  |             | -           | -           | 5      | 0      |
| 2019-2020         | Ružomberok        | SL                | 9          | 0          | CS              | 4               | 1               |                    | -                  | -                  |             | -           | -           | 13     | 1      |
| 2020-2021         | Ružomberok        | SL                | 22         | 2          | CS              | 1               | 0               | UEL                | 1                  | 0                  |             | -           | -           | 24     | 2      |
| Totale Ružomberok | Totale Ružomberok | Totale Ružomberok | 31         | 2          |                 | 5               | 1               |                    | 1                  | 0                  |             | -           | -           | 37     | 3      |
| Totale carriera   | Totale carriera   | Totale carriera   | 36         | 2          |                 | 5               | 1               |                    | 1                  | 0                  |             | -           | -           | 42     | 3      |